# Modibo Sidibé
Modibo Sidibé, född 7 november 1952, är en malisk politiker. Han var utrikesminister september 1997 – juni 2002 och premiärminister från september 2007 till april 2011. 
I presidentvalet i Mali 2013 kandiderade Sidibé för Alternativa krafter för förnyelse och utveckling (Forces Alternatives pour le Renouveau et l'Émergence). Han fick 151 801 röster (4,97 %).